# Eustis (Maine)
Eustis è un comune degli Stati Uniti d'America, situato nello Stato del Maine, nella contea di Franklin.